# Премия MTV Europe Music Award лучшему альтернативному исполнителю
Лучший альтернативный артист (англ. Best Alternative) — жанровая номинаций на MTV Europe Music Awards. В номинацию попадают как сольные артисты, так и группы, работающие в жанре альтернативной музыки. Вручается с церемонии 1997 года. Периодически номинация исчезала с церемонии. Постоянно вручается с 2009 года. Больше всего наград в этой номинации у группы 30 Seconds to Mars (3). Лидеры по количеству номинаций — Arctic Monkeys и Paramore (4), Lana Del Rey — первый (и пока единственный) сольный артист, получивший эту премию.

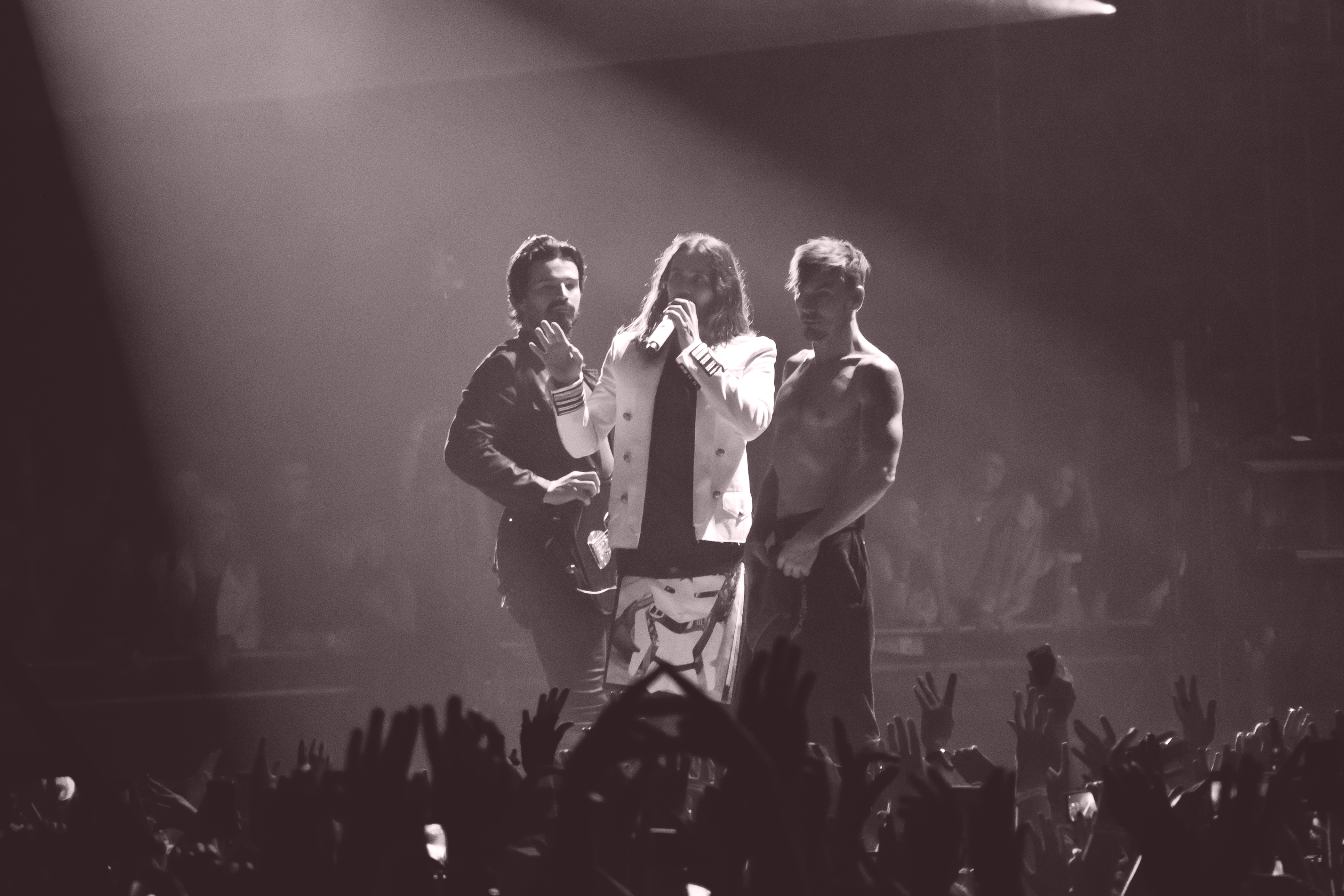
Рекордсмены номинации - 30 Seconds to Mars

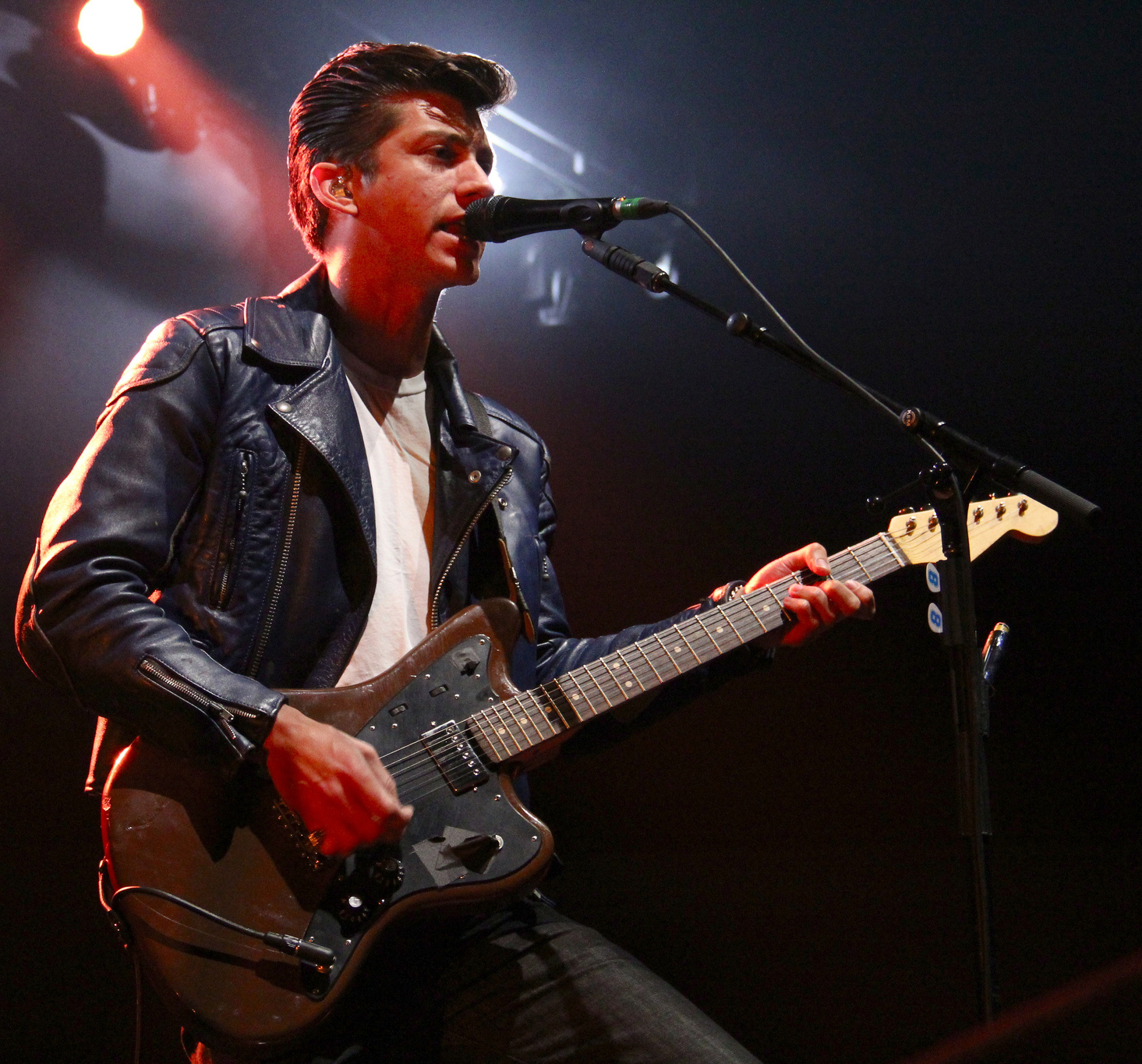
Arctic Monkeys - лидеры по числу номинаций (4) и анти-лидеры по числу призов (0)

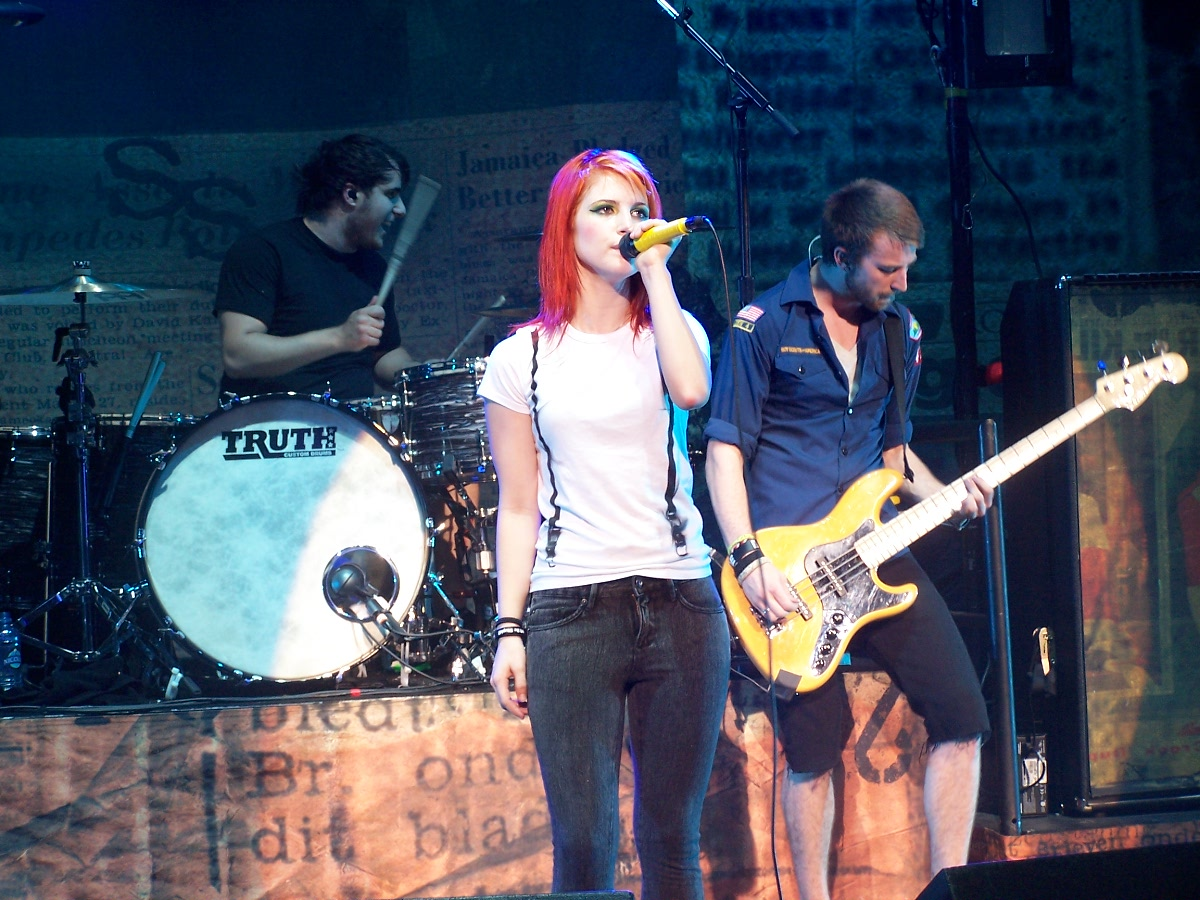
4 номинации- группа Paramore

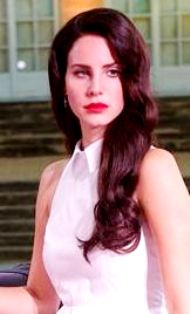
Единственная сольная артистка, у которой есть этот приз - Lana Del Rey

| Год  | Победитель         | Номинанты                                                               |
| ---- | ------------------ | ----------------------------------------------------------------------- |
| 1997 | The Prodigy        | - Beck - Blur - Radiohead - The Verve                                   |
| 2004 | Muse               | - Bjork - Franz Ferdinand - The Hives - The Prodigy                     |
| 2005 | System of a Down   | - Beck - Bloc Party - Goldfrapp - The White Stripes                     |
| 2006 | Muse               | - Arctic Monkeys - Korn - System of a Down - The Raconteurs             |
| 2009 | Placebo            | - Muse - Paramore - The Killers - The Prodigy                           |
| 2010 | Paramore           | - Arcade Fire - Gorillaz - The Gossip - Vampire Weekend                 |
| 2011 | 30 Seconds to Mars | - Arcade Fire - Arctic Monkeys - My Chemical Romance - The Strokes      |
| 2012 | Lana Del Rey       | - Arctic Monkeys - Florence & the Machine - Jack White - The Black Keys |
| 2013 | 30 Seconds to Mars | - Arctic Monkeys - Fall Out Boy - Franz Ferdinand - Paramore            |
| 2014 | 30 Seconds to Mars | - Fall Out Boy - Lana Del Rey - Lorde - Paramore                        |
| 2015 | Lana Del Rey       | - Lorde - Florence & the Machine - Fall Out Boy - Twenty One Pilots     |
| 2016 | Twenty One Pilots  | - Kings of Leon - Radiohead - Tame Impala - The 1975                    |